# Pont Yi Sun-sin
Le pont Yi Sun-sin est un pont coréen. Il porte le nom de l'amiral Yi Sun-sin.